# 加藤いづみ
加藤 いづみ（かとう いづみ、1968年7月21日 - ）は、日本の歌手。愛媛県松山市出身。夫はミュージシャンの今井マサキ。

## プロフィール
1991年、高橋研のプロデュースにてポニーキャニオンより、5月21日にアルバム『テグジュペリ』でデビュー。1stシングル「ZERO」は同年6月21日発売。
1993年に放送されたフジテレビ系ドラマ『悪魔のKISS』の挿入歌として使われた「好きになって、よかった」で脚光を浴びる。当時ブームのGiRLPOPの代表格となる。また、このドラマにはラジオ・パーソナリティ役として出演もしていた。
1998年、VAPへ移籍。2001年からは事務所の自主レーベルからリリース。
現在は自身のソロ活動と共に、小田和正や松任谷由実、ももいろクローバーZ、吉田拓郎などのツアーやライブにバッキング・コーラスとして積極的に参加している。また、久保田洋司、Mr.Childrenの桜井和寿と共同で楽曲製作に携わった。
2005年7月21日、ミュージシャンの今井マサキと結婚。2007年11月26日に長女を出産。
趣味は、プロレス観戦。アントニオ猪木とのツーショット写真を家宝にしている。
下ネタ好きで、『加藤いづみのオールナイトニッポン』では「浴衣の下はノーパン」という言葉を連呼していた。また、「元気でね、バイバイ」というシングルを出したとき、「『元気でね、パイパイ』に聞こえる」という話を喜んで取り上げた。
その一方で、同番組で真面目に語る場面も多く、当時若かった視聴者の悩みごとが書かれた手紙を読んだり、最終回などでは視聴者への感謝を語ったりしながら、涙で言葉に詰まることもよくあった。
友人は奥井亜紀、相沢友子、相馬裕子、SAICO、松本英子等。
また同郷アーティストで、井上昌己、山口由子とライブ等で共演がある。

## デビュー前
本人曰く「ヘンな名前」を付けられて、ライブハウスではマイケル・ジャクソンの「ベンのテーマ」やアレサ・フランクリンの「Chain of Fools」などといった、リズム・アンド・ブルースのカバーしていた。
1990年にOVAとしてリリースされた角川アニメ『ロードス島戦記』の主題歌「風のファンタジア / Adèsso e Fortuna〜炎と永遠〜」（作詞・作曲：伊藤薫〈風のファンタジア 〉、新居昭乃〈Adèsso e Fortuna〜炎と永遠〜 〉）を“Sherry”名義で歌唱。同曲は1990年7月21日にビクター音楽産業よりシングルリリースされた。

## ディスコグラフィー

### シングル
1. 風のファンタジア（1990年7月21日） ※「Sherry」名義
2. ZERO（1991年6月21日） - ニッポン放送「ショウアップナイター」エンディングテーマ
3. 雨が降る靴（1992年11月21日）
4. 髪を切ってしまおう（1992年5月21日）
5. 美しすぎて / シャンプー（1992年10月21日） - カネボウシャンプー「I've」CMソング
6. この街が好きだよ（1993年2月19日）
7. 好きになって、よかった（1993年7月21日） - フジテレビドラマ『悪魔のKISS』挿入歌
8. さよならが言えない（1993年11月19日）
9. 坂道（1994年3月18日）
10. どれだけあなたのことを（1994年8月19日）
11. アイツに会ったら（1995年5月19日）
12. Snow Bird（1995年11月17日）
13. 木枯らしを抱きしめて（1997年10月1日）
14. 切なく青い空のページ（1998年10月28日） - 読売テレビドラマ『奇跡の人』エンディングテーマ
15. 元気でね、バイバイ（1999年2月21日）
16. TRUE SONG / 未来へ（1999年8月21日） - アニメ映画『ハッピーバースデー 命かがやく瞬間』エンディングテーマ
17. 光の都（2001年9月5日） - バンプレスト『サモンナイト2』OPテーマ及びCMタイアップ曲。ゲームのOP/EDが収録され、プロデューサーである藤田千章の名義でボーカルとして参加。
18. 太陽が呼んでいる（2003年8月20日） - バンプレスト『サモンナイト3』OPテーマ及びCMタイアップ曲。ゲームのOP/EDが収録され「加藤いづみ、松本英子、藤田千章」名義。
19. selection 想い（2006年10月25日） - 「加藤いづみ、ささきのぞみ、麻生かほ里」名義
20. 言葉（2006年12月27日）

### アルバム
|      | 発売日         | タイトル                   | 収録曲 | 品番       | 備考             |
| ---- | -------------- | -------------------------- | --- | ---------- | ---------------- |
| 1st  | 1991年5月21日  | テグジュペリ               | 1. ウサギの住む街 作詞・作曲・編曲：高橋研 2. Zero 作詞・作曲・編曲：高橋研 3. 屋根の上で 作詞・作曲・編曲：高橋研 4. ナイチンゲイル 作詞・作曲・編曲：高橋研 5. Moon River 作詞・作曲・編曲：高橋研 6. 雨が降る靴 作詞・作曲：木嶋浩史 編曲：高橋研 7. もう少しお金持ちなら 作詞・作曲・編曲：高橋研 ホーンアレンジ：山本拓夫 8. All I want is you 作詞・作曲：高橋研 編曲：梁邦彦 9. アビニョン橋を渡って 作詞・作曲・編曲：高橋研 10. 空飛ぶカウボーイ 作詞・作曲・編曲：高橋研 11. ウサギの住む街 (Reprise) 作詞・作曲・編曲：高橋研 | PCCA-00257 |                  |
| 2nd  | 1992年6月19日  | 星になった涙               | 1. 星になった涙 作詞・作曲・編曲：高橋研 2. ドライヴ 作詞・作曲・編曲：高橋研 3. 想い出がいっぱい 作詞・作曲・編曲：高橋研 4. 雨のタワー 作詞：高橋研 作曲・編曲：山本拓夫 5. ナチュラル・ガール 作詞・作曲：木嶋浩史 編曲：高橋研 6. 髪を切ってしまおう 作詞・作曲・編曲：高橋研 7. モッキンバード 作詞：高橋研・加藤いづみ 作曲・編曲：高橋研 8. あくびの午後 作詞・作曲・編曲：高橋研 9. シェルブールの雨 作詞・作曲・編曲：高橋研 10. 一番高い電信柱で 作詞・作曲・編曲：高橋研 11. 太陽になれない 作詞・作曲・編曲：高橋研 | PCCA-00374 |                  |
| 3rd  | 1993年8月4日   | Sweet Love Songs           | 当該項目を参照 | PCCA-00469 |                  |
| 4th  | 1994年5月20日  | skinny                     | 1. ハッピーエンド・カフェ 作詞・作曲：木嶋浩史 編曲：山本拓夫 2. どれだけあなたのことを 作詞・作曲・編曲：高橋研 3. 羊も眠る朝 作詞・編曲：高橋研 作曲：加藤いづみ 4. エトランゼ 作詞：高橋研 作曲・編曲：佐藤史朗 5. 手のひらに愛がいっぱい 作詞・作曲・編曲：高橋研 6. さよならSummer Days 作詞・作曲・編曲：高橋研 7. 流星のハイウェイ 作詞・作曲・編曲：高橋研 ホーンアレンジ：山本拓夫 8. 坂道 作詞・作曲：高橋研 編曲：佐藤準 | PCCA-00565 |                  |
| 5th  | 1995年7月5日   | French Kiss                | 1. French kiss 作詞・作曲・編曲：高橋研 2. 彼女の恋人 作詞・作曲・編曲：高橋研 3. 海が見える丘 作詞：高橋研 作曲・編曲：佐藤史朗 4. 夏のカーディガン 作詞・作曲・編曲：高橋研 5. ひまわり 作詞・作曲・編曲：高橋研 6. City Life 作詞・作曲・編曲：高橋研 ホーンアレンジ：山本拓夫 7. プラネタリウム 作詞：高橋研 作曲・編曲：佐藤史朗 8. 多摩川を渡って 作詞・作曲・編曲：高橋研 9. ムーンライト・ダンス 作詞・作曲・編曲：高橋研 10. アイツに会ったら 作詞・編曲：高橋研 作曲：加藤いづみ 11. セミ・スイート 作詞・編曲：高橋研 作曲：加藤いづみ | PCCA-00766 |                  |
| 6th  | 1996年7月3日   | bossa                      | 1. 私の中のたくさんの私 作詞・作曲・編曲：高橋研 2. とても長い夜 作詞・作曲：ジュリアン 編曲：高橋研 ブラス・アレンジ：山本拓夫 3. ブルーレター 作詞・編曲：高橋研 作曲：加藤いづみ・高橋研 4. ジェニーの片想い 作詞：高橋研 作曲・編曲：佐藤史朗 5. カンパリ・ソーダと7号線 作詞・編曲：高橋研 作曲：ジュリアン 6. もう一度 作詞・作曲・編曲：高橋研 7. 涙なんていらない 作詞・作曲・編曲：高橋研 8. 何も言わないで 作詞：高橋研・加藤いづみ 作曲・編曲：高橋研 9. セント・ジュディのほうき星 作詞・作曲：加藤いづみ・高橋研 編曲：高橋研 10. チョコレートガール 作詞・作曲：ジュリアン 編曲：高橋研 11. マリアージュ -愛の花咲いた- 作詞・作曲・編曲：高橋研                                                                                                   | PCCA-00979 |                  |
| 7th  | 1997年10月17日 | Sad Beauty                 | 1. 愛について 作詞：相沢友子 作曲・編曲：上田ケンジ 2. 星合いの空まで 作詞・作曲・編曲：上田ケンジ 3. 木枯らしを抱きしめて 作詞：天野滋・加藤いづみ 作曲：坂本覚 編曲：白井良明 4. あの日あの場所で 作詞：加藤いづみ 作曲：直枝政太郎 編曲：CARNATION 5. きみがいた夏の日 作詞・作曲：直枝政太郎 編曲：CARNATION 6. For You 作詞・作曲・編曲：上田ケンジ ストリングスアレンジ：上田禎 7. 泳ぐ。 作詞：相沢友子 作曲：加藤いづみ 編曲：上田ケンジ 8. ふたりだけ 作詞・作曲・編曲：上田ケンジ 9. オンナトモダチ 作詞・作曲：加藤いづみ 編曲：上田ケンジ ストリングスアレンジ：上田禎 10. I LOVE YOU 作詞・作曲：直枝政太郎 編曲：CARNATION 11. ワルツ 作詞・作曲：加藤いづみ 編曲：上田ケンジ 12. Crime 作詞：加藤いづみ・渡辺博 作曲：加藤いづみ 編曲：上田ケンジ | PCCA-01134 |                  |
| 8th  | 1999年3月25日  | Spring-a-ring-a-ring       | 1. gentle wing 作詞：岩里祐穂 作曲・編曲：中西俊博 2. 迷路の中で (labyrinth mix) 作詞：栗原淳 作曲：加藤いづみ 編曲：上田ケンジ 3. 元気でね、バイバイ 作詞・作曲・編曲：上田ケンジ ストリングスアレンジ：上田禎 4. 水時計 作詞・作曲・編曲：上田ケンジ 5. 雨上がりのregret 作詞・作曲：加藤いづみ 編曲：Friends 6. mystery 作詞：岩里祐穂 作曲・編曲：中西俊博 7. luna 作詞：岩里祐穂 作曲：加藤いづみ 編曲：中西俊博 8. 風のカレンダー 作詞・作曲：加藤いづみ 編曲：中西俊博 9. true heart 作詞・作曲：加藤いづみ 編曲：中西俊博 10. 切なく青い空のページ 作詞・作曲：上田ケンジ 編曲：十川知司・上田ケンジ 11. 涙も枯れて 作詞・作曲・編曲：上田ケンジ 12. 7thヘブン 作詞：岩里祐穂 作曲：黒沢健一 編曲：上田ケンジ                                            | VPCC-81289 |                  |
| 9th  | 2003年9月3日   | romeo                      | 1. ネガ 作詞・作曲・編曲：高橋研 2. Dear friends 作詞・作曲・編曲：高橋研 3. この空のした 作詞・作曲・編曲：高橋研 ホーンアレンジ：山本拓夫 4. 青空 作詞・作曲・編曲：高橋研 5. 小さな後悔 作詞・作曲・編曲：高橋研 6. ロメオ 作詞・作曲・編曲：高橋研 7. パンプキンソング 作詞・作曲・編曲：高橋研 8. ココロノナカ 作詞・作曲・編曲：高橋研 9. TONIGHT 作詞・編曲：高橋研 作曲：加藤いづみ 10. 君のこと 作詞・作曲・編曲：高橋研 | FQCA-1001  |                  |
| 10th | 2005年5月18日  | Slow                       | 1. ムーニームーン 作詞・作曲・編曲：上田ケンジ 2. モンキートレイン 作詞・作曲・編曲：高橋研 3. 真昼の月 作詞・作曲：加藤いづみ 編曲：高橋研 4. 桜を待つ丘で 作詞・作曲・編曲：松ヶ下宏之 5. JOYRIDE 作詞・作曲・編曲：高橋研 6. Slow Love 作詞・作曲・編曲：高橋研 7. JUNO 作詞・作曲：加藤いづみ 編曲：高橋研 8. 窓辺 作詞・作曲・編曲：上田 ケンジ 9. 友達 作詞・作曲・編曲：高橋研 10. ノルマンディ 作詞・作曲・編曲：高橋研 11. 君の悲しみ 作詞・作曲・編曲：高橋研 | FQCA-1005  |                  |
| 11th | 2006年12月27日 | 今日までの私、明日からの君 | 1. Blue 作詞・作曲・編曲：高橋研 2. Flying Postman 作詞・作曲・編曲：高橋研 3. October 作詞・作曲：加藤いづみ 編曲：高橋研 4. New Shoes 作詞・作曲・編曲：高橋研 5. うつろな愛 作詞・作曲・編曲：高橋研 6. 春のゆめ 作詞・作曲・編曲：高橋研 7. サバービアンになった日 作詞・作曲・編曲：高橋研 8. エリーゼのために 作詞：加藤いづみ 作曲・編曲：高橋研 9. やさしさでつつんで 作詞・作曲・編曲：高橋研 10. 愛する気持ち 作詞・作曲・編曲：高橋研 11. コインパーキング 作詞・作曲・編曲：高橋研 | FQBA-1009  |                  |
| 12th | 2008年2月6日   | favorite                   | 当該項目を参照 | FQBA-1010  | カバー・アルバム |
| 13th | 2008年8月9日   | private                    | 当該項目を参照 | GSP-0001   | ミニ・アルバム   |
| 14th | 2015年8月7日   | MUSIC                      | 当該項目を参照 | FQCA-1020  |                  |

#### ベスト・アルバム
1. IZUMI〜SINGLE&MORE〜（1994年10月21日）
2. smiles&tears（1996年11月7日）
3. BEST of IZUMI－Eternity－（1998年11月18日）
4. Anthology 加藤いづみBEST（2003年4月16日）
5. IZUMI〜SINGLE&MORE II〜（2004年2月11日）
6. My little stories -加藤いづみベスト-（2015年8月19日）

#### ライブ・アルバム
1. live : "romeo" the acoustic final（2004年12月21日）
2. "slow '05" yokohama（2005年11月21日）
3. ツアー'06 〜春のゆめ〜（2006年7月10日）
4. ツアー'07〜そばにゆくよ〜（2007年10月20日）

### DVD
1. Memories of History（2006年4月5日）

## テレビ
- 悪魔のKISS（1993年7月 - 9月、フジテレビ）※主人公が聞いているラジオ番組が『加藤いづみのオールナイトニッポン』であるという設定。
- GiRLPOP（TVK、1994年1月4日 - 10月10日） - メイン司会
- Beat goes on（石川テレビ） - MC
- LOVE LOVEあいしてる（1999年1月 - 2001年3月、フジテレビ） - LOVE LOVE ALL STARSにコーラスとして出演。
- 僕らの音楽（2006年 - 2014年9月19日、フジテレビ）
- たべごろマンマ!（2007年4月 - 2008年3月、日本テレビ） - 最後の1年間だけ進行ナレーションを担当。
- 新堂本兄弟（2009年4月 - 2011年4月・2012年1月 - 2014年、フジテレビ） - 堂本ブラザーズバンドにBro.TOM・藤田真由美らとコーラス隊として参加。2011年5月08日#468（ゲスト：徳永英明）からはコーラスアレンジとして参加。
- 坂崎幸之助のももいろフォーク村NEXT（2014年9月 - 、フジテレビNEXT、月1放送）
- あたしの音楽（2014年11月 - 、フジテレビワンツーネクスト）
- 水曜歌謡祭（2015年4月 - 2015年9月、フジテレビ）
- 趣味どきっ!あなたもカラオケマスター〜心をふるわせる8つのボーカルレッスン〜（2017年12月5日 - 、NHK Eテレ）

### CM
- サントリー 秋が香るビール
- ダイヤモンドシティ・エアリ（曲提供・出演）
- 日産・モコ（ナレーター）
- 不二家LOOKチョコレートBGM『メロディ』
- 大塚製薬・SOYJOY（ナレーター）
- サッポロ・冬物語（ナレーター）
- JAL・Class J（ナレーター）
- エステティックスクール　ミスパリ（ナレーター）

## ラジオ
- 加藤いづみのオールナイトニッポン（1992年6月5日 - 9月・金曜2部、1992年10月 - 1993年10月25日・月曜1部、ニッポン放送）
- 太陽石油Presents - 加藤いづみ この街が好きだよ（1993年4月 - 2001年3月31日・土曜日エフエム愛媛）
- FMリクエストアワー（1994年4月 - 1995年3月、NHK-FM）
- GiRLPOP '94（1994年10月 - 1995年3月、bayfm）
- P-POP STATION 木曜日イブニングゾーン（1995年4月 - 1996年3月28日、FM AICHI）
- Music Plus on Monday（1995年4月 - 1997年3月、bayfm）
- 加藤いづみのtrue heart（1999年4月 - 2000年6月24日・土曜、K-MIX）
- 加藤いづみ For Ever Green（2001年4月 - 2002年3月27日、エフエム愛媛）
- EVER POP（2002年4月7日 - 2002年9月29日、bayfm）
- ブロードバンド!ニッポンフライデースペシャル 丸の内OL探偵団（2005年4月 - 2007年3月・金曜、LFX mudigi）

## 著書
- どれだけあなたのことを（1994年11月、ソニーマガジンズ）ISBN 978-4-7897-0917-0
松山での青春時代や、ライブハウスでの修行などを綴ったフォト&エッセイ集。
- 恋愛かもしれない - 好きになって、よかった（2003年10月、講談社）ISBN 978-4-06-212043-2
小田和正や松任谷由実のツアーメンバーとしての活動を経て、レコード会社VAPへ移籍した経緯を語るエッセイ。未発表曲のCD付き。

## 参加作品
- カーネーション『Parakeet & Ghost』
「いづみちゃんのピラニア」にピアニカで参加。
- 中村あゆみアルバム『rocks』
「翼の折れたエンジェル」、「A BOY」などにコーラスで参加。
- Hi-Prixシングル『涙色〜好きになって、よかった〜feat.加藤いづみ』
フィーチャリング参加